# يبهون سمارت آي1
(يبهون سمارت آي1) هي طائرة بدون طيار عالية الأداء ذات قدرة طيران مثلى ونسبة عالية من الارتفاع
لها قدرة مذهلة على الطيران بثبات ومقاومة المطبات الهوائية وسهولة القيادة
حجمها الصغير يعطيها القدرة الرائعة على الارتفاع حتى على زاوية مواجهة عالية واستخدامها للمهمات التكتيكية.

## المواصفات
المسافة بين الجناحين
4.4 متر 	14.4 قدم
الطول
3.26 متر 	10.7 قدم
الارتفاع
0.9 متر 	2.95 قدم
مساحة الرفع الكلية 	2.4 متر مربع 	25.83 قدم مربع
طول جسم الطائرة 	3.0 متر 	9.84 قدم
وزن الطائرة فارغة
50 كجم 	110 رطل
حمولة الإقلاع القصوى
100 كجم 	220 رطل
وزن الأحمال
20 - 40 كجم 	44 - 88 رطل
سعة خزان الوقود 	20 لتر 	5.2 جالون
قوة المحرك 17 حصان لكل محرك

## أداء الرحلة
سرعة السقوط 	70 كم/س 	[19 م/ث] 	37 عقدة
سرعة التحليق 	150 كم/س 	[41 م/ث] 	80 عقدة
فترة الطيران 	2 ساعة 	 	
سقف الارتفاع 	3000 متر 	 	9800 قدم

## الأبعاد
المسافة بين الجناحين
4.4 متر 	14.4 قدم
الطول
3.26 متر
10.70 قدم
الارتفاع
0.9 متر 	2.95 قدم

## وصلات خارجية
http://adcom-systems.com/ARB/UAV/YAHBON-SMART-EYE1/Overview.html